# Collège Sainte-Barbe

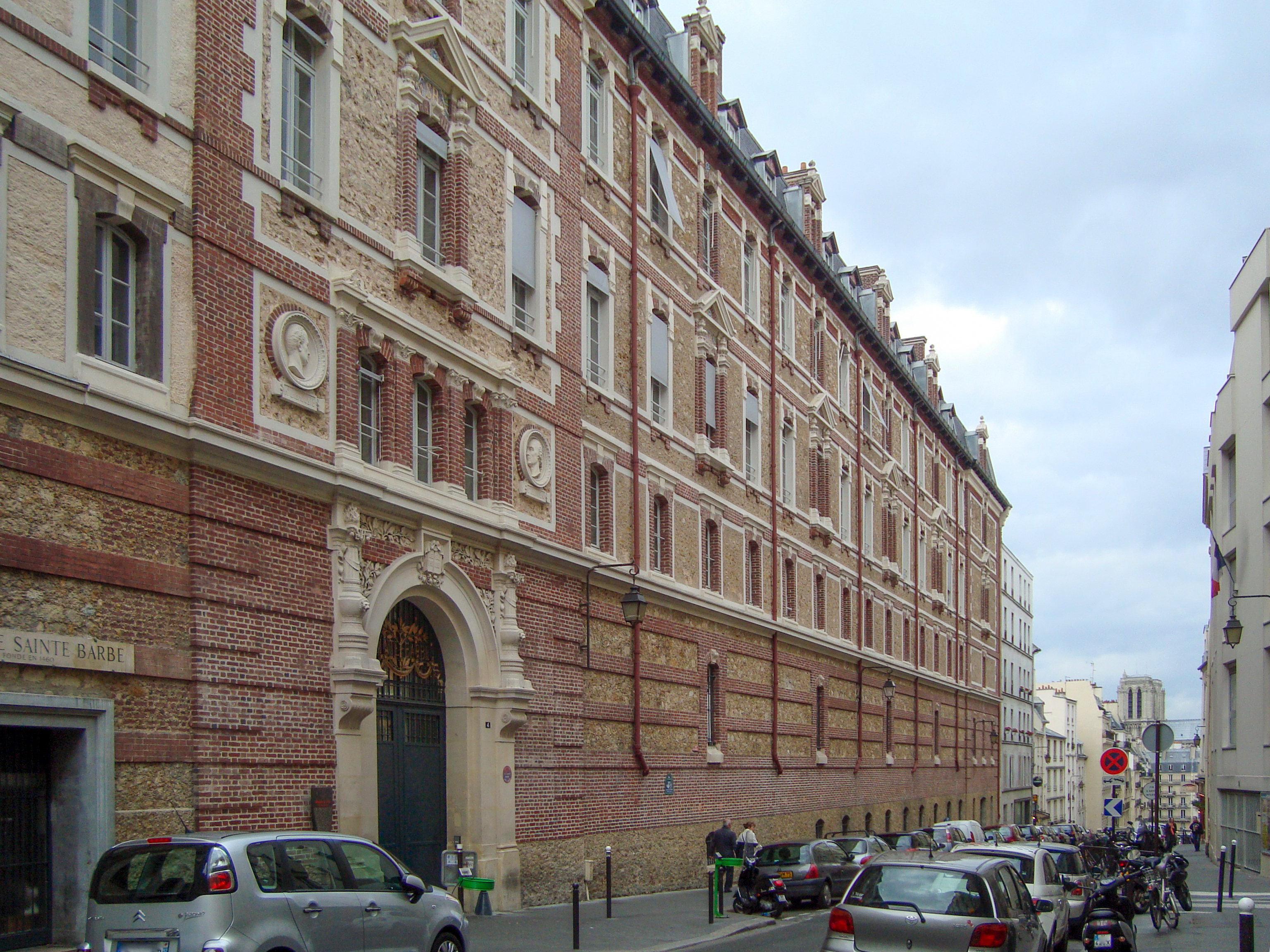
Das Gebäude des ehemaligen Collège Sainte-Barbe in Paris

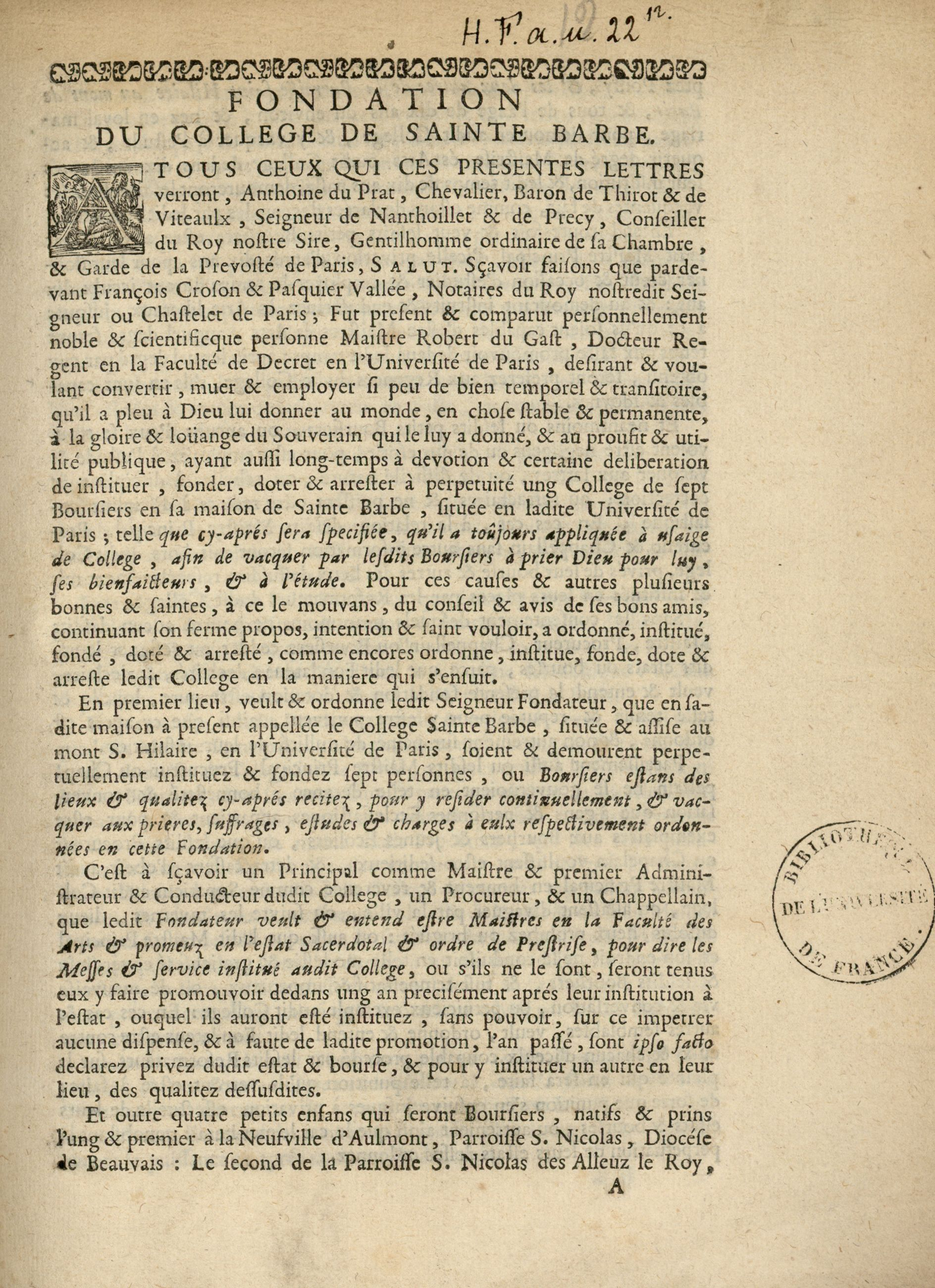
Collège Sainte-Barbe: Gründung. Druckwerk von du Gast, Robert, circa 1556 (Sorbonne-Bibliothek, NuBIS)

Das Collège Sainte-Barbe war bis zu seiner Schließung 1999 das älteste Collège in Frankreich.

## Geschichte
Die hochangesehene Bildungseinrichtung wurde 1460 gegründet und hatte ihren Sitz in der Rue Valette am Montagne Sainte-Geneviève im 5. Arrondissement in Paris. Bedeutende ehemalige Gelehrte waren Jules Michelet, Serge July und Philippe Léotard. Die Schließung der privaten Schuleinrichtung erfolgte aus finanziellen Gründen.
Das Gebäude ist seit 1999 ein französisches Kulturdenkmal.

## Bekannte Absolventen
- Jacques Arsène d’Arsonval (1851–1940), Physiker
- Edward Barry (1809–1879), Historiker und Epigraphiker
- Alfred Dreyfus (1859–1935), Offizier
- Gustave Eiffel (1832–1923), Ingenieur
- Léon Gandillot (1862–1912), Librettist
- Camille de La Berge (1837–1878), Literaturhistoriker und Numismatiker
- Michel Piccoli (1925–2020), Schauspieler